# Deucélio Rodrigues
Deucélio Rodrigues (, ) é um lutador de kickboxing brasileiro.
Em 2011 sagrou-se tricampeão mundial pela WAKO.
Além de lutador, o atleta é personal trainer e organizador eventos de luta.
Deucélio despediu-se dos ringues em 2011, com um cartel respeitável de 98 lutas, sendo 81 vitórias (26 por KO) e 17 derrotas por pontos.

## Principais conquistas
- Campeão Brasileiro Profissional da WAKO – Low Kicks
- Campeão Pan-Americano WAKO – Low Kicks
- Campeão Mundial WAKO – Low kicks
- Campeão Mundial WAKO - Thaiboxing